# 陈鲸
陈鲸（1940年11月17日—），安徽怀宁人，通信与信息系统专家，长期从事空间目标检测领域的技术研究与工程实践，中国工程院院士。

## 履历[1]
- 1958年，于安庆一中毕业。[3]
- 1963年，于合肥工业大学获得学士学位。
- 2005年，当选中国工程院院士[4][5]。